# Andrej Tatarczuk
Andrej Tatarczuk (biał. Андрэй Татарчук; ur. 13 maja 1978 w Pińsku) – białoruski wioślarz.

## Osiągnięcia
- Mistrzostwa Świata Juniorów – Glasgow 1996 – dwójka bez sternika – 8. miejsce[1].
- Mistrzostwa Świata – Aiguebelette-le-Lac 1997 – ósemka – 9. miejsce[1].
- Mistrzostwa Świata – Kolonia 1998 – czwórka bez sternika – 10. miejsce[1].
- Mistrzostwa Świata – St. Catharines 1999 – czwórka bez sternika – 11. miejsce[1].
- Mistrzostwa Świata – Monachium 2007 – ósemka – 12. miejsce[1].
- Mistrzostwa Europy – Poznań 2007 – ósemka – 3. miejsce[1].
- Mistrzostwa Europy – Brześć 2009 – dwójka bez sternika – 7. miejsce[1].